# Солониця (Лубенський район)
Солони́ця — село в Україні, у Лубенській громаді Лубенського району Полтавської області. Населення становить 1002 осіб. Колишній орган місцевого самоврядування — Засульська сільська рада.

## Географія
Село Солониця знаходиться на лівому березі річки Сула, вище за течією примикає село Засулля, нижче за течією на відстані 0,5 км розташоване село Войниха, на протилежному березі - село Терни. До села примикає озеро Солоне. Поруч проходять автомобільна дорога М03 та залізниця, станція Солоницька.

## Історія

### Легенда про Солоницю
На лівому березі річки Сули серед лісостепових просторів Полтавщини розкинулось село Солониця. Чарівне воно своєю природою, мальовничими краєвидами. За історичними даними, село засноване наприкінці 17 століття. Першими тут поселились козацькі роди Сахнів, Якименків, Ляшенків, Погребняків. Пізніше поселились селяни-кріпаки Шурхачі, Шматки, Микитенки. 
Спочатку козацькі родини поселилися на правому березі річки Солониці. Куток свій вони назвали Роп’янкою. Підземні води були надзвичайно солоними. Цю воду (ропу) використовували для приготування їжі. Річка Солониця також отримала свою назву через солоний смак води.
В селі збереглася легенда, яка по-іншому пояснює походження назви села. Старі люди говорять, що колись у селі жила вередлива пані. Якось улітку вона запросила до себе гостей на вечірку. Дуже хотілось пані здивувати своїх друзів незвичайними розвагами. Вона наказала своїм слугам засипати річку сіллю і зробити ковзанку для санчат. Все було зроблено. Пани досхочу повеселились і розважились. Але вода з тих пір у річці стала солоною.
За іншими переказами, води річки стали солоними наприкінці 16 ст. від пролитої козацької крові під час повстання під проводом С.Наливайка.
Поряд з Роп'янкою знаходиться куток Кучанка. Колись тут було пасовище для худоби, яка залишала після себе кучки гною. Коли пасовище забудували, то за ним і закріпилась назва Кучанка. 
Центр села називається Дворянкою. Тут раніше жили заможні селянські сім’ї, що мали свої двори, худобу, реманент для обробітку землі. От вони і започаткували назву свого кутка. 
Поряд з Дворянкою знаходиться куток Кочубеївка. Тут жив у 50-60 роках XX століття колгоспний активіст В.Кочубей. Люди його дуже поважали. По його смерті вулиця, на якій він жив, стала називатися Кочубеївкою. 
За Кочубеївкою розкинулась Новоселівка або Царина. До 60-х років XX століття землі вздовж залізничного полотна були незаселеними, цілинними. Звідси і пішла назва Царина. Згодом правління колгоспу ім. Жданова дало дозвіл колгоспникам будуватися на цих землях. З’явився новий куток, що отримав назву Новоселівка.
Понад річкою Сулою розташувалась Чернещина. Колись тут жили «чорні монахи» Мгарського Спасо-Преображенського монастиря. В основному це були монахи, яких виселили із монастиря за певні провини. Ці люди носили чорний одяг, жили в землянках, займались певним ремеслом. Згодом до них підселились незаможні селяни і куток став називатись Чернещиною. В селі була свою церква. Вона стояла в центрі, на майдані. Поруч із церквою жив священник. Його дворище було великим. Мав він і чимало землі. За його маєтностями закріпилась назва Попівка, яка збереглась і до цього часу.
Територія села згадується в селянсько-козацькому повстанні в Україні під проводом Северина Наливайко і Григорія Лободи.
Посилення феодально-кріпосницького, національного і релігійного гніту в Україні наприкінці 16-го ст. викликало загострення класових протиріч і піднесення антифеодальної боротьби народних мас. У містах спалахували повстання бідноти. Майже все Правобережжя охопив козацько-селянський рух. Перше у 1591-1593 роках очолював гетьман реєстрового козацтва Криштоф Косинський. А однією із знаменитих подій в історії України було селянсько-козацьке повстання 1594-1596р.р. під проводом Северина Наливайка, який почав свою активну діяльність восени 1593 р. на Південному Поділлі, виступав на чолі нереєстрових козаків і повсталих селян, які проводили боротьбу проти феодально – кріпосницького гніту, турецьких і татарських загарбників. Це повстання охопило Київщину, Брацлавщину, Волинь, Поділля, частково Галичину і Переяславщину. Воно мало великий вплив на Білорусь, Литву, Польщу і Молдавію, де також посилювалась боротьба пригноблених мас проти феодально-кріпосницького гніту. Про селянсько-козацьке повстання в Україні під проводом Северина Наливайко і Григорія Лободи (які репрезентували два табори у козацтві: Лобода – реєстровців, а Наливайко – нереєстрових козаків) досліджувалось і висловлювалось у працях різних істориків.
Відступ повстанців на Лівобережжя та їх поразка.
12 квітня 1596 року повстанцям нарешті вдалося переправитися на лівий беріг Дніпра.
У середніх числах квітня в Переяслові зібралась велика кількість повстанців, селян-утікачів та міщан. Загострилися суперечки між реєстровими і нереєстровими козаками. Після тривалих козацьких рад керівником усіх повстанців було обрано Григорія Лободу. Щоб уникнути розколу між повстанцями, С. Наливайко і М. Шаула теж погодились коритись наказам нового гетьмана. В цей час до Переяслова прибувають загони повстанців з Полісся та інших міст. Кількість людей щодня зростала.
Через різні суперечки повстанці затримались у Переяслові на два тижні. Значна частина повстанців розуміла свою непідготовленість до початку відкритого бою з ворогами і висувала думку про дальший відступ у південні степи Переясловщини. Цілком можливо, що цю групу повстанців підтримував Наливайко, який був більш здібним полковником, глибше розумів інтереси повстанців.
Суперечки, які загострилися в Переяслові між різними групами повстанців, ослаблювали їх єдність і сили. В кінці квітня 1596р. польсько-шляхетські полки прибули до Києва і почали підготовку до форсування Дніпра.
Готуючись до переправи, Жолкевський, щоб обманути повстанців розпочав з Г.Лободою переговори про припинення війни. Він чекав, коли в Дніпрі спаде вода і легше буде його полкам переправитись на лівий берег. Погоджуючись на мир, Жолкевський вимагав від повстанців видати Наливайка, Шаулу та інших керівників повстання, видати зброю а самим повстанцям повернутися до своїх панів виконувати феодальні повинності. Звичайно такі вимоги не могли буті прийняті Лободою. За переговорами пильно стежив Наливайко, без згоди якого Лобода не мав права вирішите це важливе питання.
Затримавши мирними переговорами керівників повстання біля Києва, королівське військо в районні Трипілля почало переправлятися на лівий берег Дніпра зразу в кількох місцях і через це повстанці не змогли йому перешкодити. Коли королівські вершники з'явились на лівому березі, Лобода і Наливайко вирушили у Переяслав, де зустрілися з новими труднощами. До повстанців дійшли чутки, що велике польсько-шляхетське військо переправилось через Дніпро і готується вдарити на Переяслав. У своєму листі до короля Жолкевський писав, що повстанців у Переяслову зібралось 10-12 тисяч, з яких близько 7 тисяч становили жінки, діти, літні люди.
При такому становище повстанців відступати було дуже небезпечно, але залишатися у Переяслові і вести війну проте переважаючих сил противника було зовсім неможливо.
3 травня 1596р. повстанці вийшли з міста і вирушили в степ. Відступали вони дуже повільно. На просування від Переяслова до Лубен, відстань між якими становила близько 200 км, повстанці витратили 13-14 днів, це призвело до того, що вони не зуміли відірватися від ворога і відступити далі в глиб степів. В цьому, напевне, була провина Лободи, Наливайка та інших керівників повстання, які не розуміли серйозної небезпеки і не прискорили відступу, а сили противника все росли.
Опинившись в оточенні великих сил ворога, повстанці вирішили просуватись ближче до правого берега річки Солониці, яка недалеко впадала в Сулу, щоб хоч один бік свого табору можна було не захищати від нападу королівських військ.
Місто, де зупинилися повстанці і зробили табір, був на тому місті, де тепер розташовано село Солониця. Зупинившись, вони вирішили зробити свій табір не приступним для ворога і обнесли його возами, в результаті утворив високій і майже неприступний вал, що шляхетське військо не могло стежити за тим, що діялось у таборі. Всього повстанців здатних вести оборону, за повідомленням польських джерел, у Солоницькому таборі було близько 5000 чоловік.
16 травня 1596 р. почалася героїчна битва повсталих селян і козаків проти переважаючих сил польсько-шляхетського війська (детальніше див. Солоницький бій).
Оточивши табір повстанців і притиснувши його до р. Солониці і болота, польська армія розпочала наступ. Повстанці вели героїчну боротьбу з ворогом, не допускали його до своїх укріплень, робили вночі вилазки і нападали на противника, завдавали йому багато втрат.
Нестерпне становище в таборі повстанців після тижневої блокади загострилося до краю. Воно ще більше посилило суперечки між двома групами козаків, які всіляко намагався використати Жолкевський, знову почавши переговори з Лободою. Більша частина повстанців зная віроломство польської шляхти, ніяк не хотіла складати зброю. Цю групу очолював Наливайко, Шаула і Кремпський. Вона складалась з нереєстрових козаків і селян, трудящих з міст.
У таборі щодня відбувались бурхливі ради, на яких обмірковувалось питання про загальну діяльність. Розмови не припинялись ні вдень ні вночі.
Під час однієї бурхливої ради між реєстровими і нереєстровими козаками розгорілася бійка, в результаті якої Лобода був убитий. Після страти Лободи реєстрові козаки розгубилися і на певний час припинили свою активність. Найсильнішою групою серед повстанців тимчасово стали запорозькі нереєстрові козаки, на чолі с Крифтофом Кремпським. З того часу повстанці під керівництвом Наливайка майже щодня влаштовували вилазку на шляхетський табір, щоразу завдаваючи ворогові багато шкоди.
25 травня 1596 р. в польський табір було привезено з Києва багато зброї. Жолкевський наказав своїм полковникам спрямувати всі гармати на центральну частину повстанського табору і продовжувати обстріл вдень і вночі. Від ворожих снарядів в таборі спалахнула пожежа в кількох містах, загинули сотні людей і худоби; реєстрові козаки не слухали распоряджень гетьмана і зовсім ухилялись від боротьби. Сили повстанців слабшали, вилазки припинились. Майже зовсім вичерпались продукти харчування.
В таких умовах Жолкевський знову розпочав свої провокаційні переговори з реєстровими козаками.
Наливайко, Кремпський та численні маси козаків і селян рішучі виступали проти капітуляції. Але більшість людей Солоницького табору вже не підтримували Наливайка і Кремпського. Ці люди вимагали прийняти пропозицію Жолкевського перемир'я. Повстанці не знали, що із Запорозької Січі йде до них велика допомога. Так, кінець кінцем, повстанці, маючи перед очима змучених жінок і дітей, поранених і хворих, не витримали дальшої боротьби і прийняли тяжкі умови капітуляції.
Як тільки стало відомо, що більшість повстанців погодилась капітулювати і видати королівському командуванню провідників, Наливайко із своїм полком хотів вирватися з табору і вирушити в південні степи. Але за ним пильно стежили реєстрові козаки, бо ім'я Наливайка першим згадувалося в усіх вимогах жолкевського. Коли вони спробували схопити Наливайка і заковати його в кандали, в таборі повстанців повстанців розгорілась збройна міжусобна боротьба, прискорила жахливий кінець для Солоницького табору.
28 травня 1596 р. залишок реєстрових козаків схопили Наливайка, закували його і негайно видали Жолкевському. Потім були схоплені Шаула та інші поводирі повстанців.
Після виконання основних вимог повстанців Жолкевський дозволив магнатам і шляхті забрати всіх своїх підданих, а жовнірам і найманцям позбирати зброю, порох, коштовні речі та ін., а тих хто чинив опір вбити.
Зрозумівши віроломство королівського командування, запорозькі козаки, селяни та інші повстанці знову взялись за шаблі. Але було вже пізно. Польсько-шляхетське військо почало чинити криваву розправу над усіма без розбору, не уникли цієї розправи і реєстрові козаки. Під час цієї кривавої бійки вдалося втекти в степ близько 1.500 козаків разом з Криштофом Кремпським, що з боєм прорвалися з табору і таки відійшли геть на човнах Каспара Підвисоцького. Історичні джерела, які свідчать про кількість повстанців, що загинули, не дають нам точних даних.
Не зважаючи на тяжку поразку на Солониці, селяни, козаки і далі боролись проти магнатів і шляхти. Поразка стала значним уроком для селян і козаків. Це повстання було початком тривалої збройної боротьби селян і козаків проти своїх гнобителів.
12 червня 2020 року, відповідно до розпорядження Кабінету Міністрів України № 721-р «Про визначення адміністративних центрів та затвердження територій територіальних громад Полтавської області», село увійшло до складу Лубенської міської громади.
19 липня 2020 року, внаслідок адміністративно-територіальної реформи та ліквідації Лубенського району (1923-2020), село увійшло до складу новоутвореного Лубенського району.

## Населення
Згідно з переписом УРСР 1989 року, чисельність наявного населення села становила 1077 осіб, з яких 470 чоловіків та 607 жінок.
За переписом населення України 2001 року, у селі мешкали 1002 особи.

### Мова
Розподіл населення за рідною мовою за даними перепису 2001 року:
| Мова       | Відсоток |
| ---------- | -------- |
| українська | 97,60 %  |
| російська  | 2,30 %   |
| гагаузька  | 0,10 %   |

## Відомі люди
- Барка Василь Костянтинович — письменник, автор роману «Жовтий князь».

У жовтні 2020 року у селі відкрито меморіальну дошку на його честь.
- Адамцевич Євген Олександрович — сліпий бандурист, віртуозний виконавець українських народних історичних пісень, автор «Запорозького маршу»;
- Нагнибіда Валентин Кузьмович — заслужений майстер народної творчості УРСР;
- Охріменко Павло Павлович (1919—1997) — український літературознавець, фольклорист, доктор філологічних наук, професор.